# Rozgałęzienia typu monopodialnego

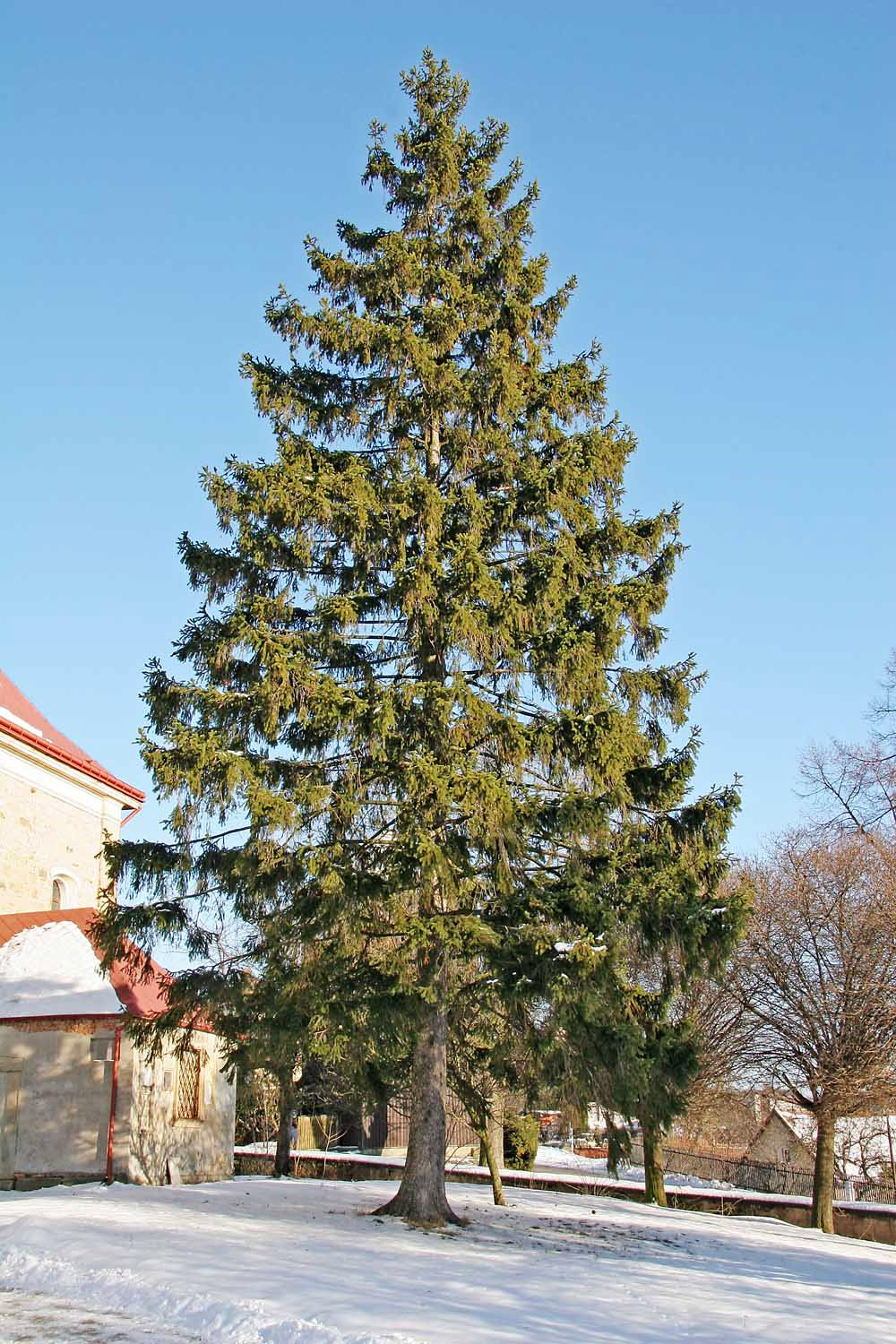
Świerk pospolity

Rozgałęzienia typu monopodialnego – charakteryzują rośliny, u których oś główna rośnie silniej od odgałęzień bocznych i w efekcie zawsze jest od nich dłuższa. Odgałęzienia każdego kolejnego rzędu rosną słabiej od odgałęzień wyższych rzędów. 
Przykładem tego typu wzrostu są drzewa iglaste (zwłaszcza świerk o stożkowatym pokroju korony). W przypadku storczyków te o monopodialnym typie wzrostu nie tworzą pseudobulw.
U niektórych widłaków występują rozgałęzienia pseudomonopodialne. U roślin tych (np. u widłaka goździstego) po podziale dychotomicznym jedno z odgałęzień rośnie silniej i odsuwa na bok słabiej rosnące.